# József Pecsovszky
József Pecsovszky o Iosif Petschovsky (2 de julio de 1921 — 6 de octubre de 1968, Timișoara) fue un futbolista internacional rumano de origen húngaro que poseía la doble nacionalidad. Jugó como centrocampista ofensivo y desarrolló la mayor parte de su carrera deportiva en diversos clubes de Rumania, principalmente el UTA Arad y el Steaua Bucureşti. Entre 1941 y 1944, al pertenecer Transilvania a Hungría, el futbolista jugó en el campeonato húngaro bajo el nombre de József Perényi. De hecho fue internacional tanto por Hungría como por Rumania.

## Carrera profesional
József Pecsovszky debutó en la Divizia A a la edad de 16 años, como jugador del Chinezul Timișoara. Tras las pérdidas territoriales de Rumania durante la Segunda Guerra Mundial, parte de Transilvania pasó a formar parte de Hungría, entre ellas la ciudad de Oradea (en húngaro: Nagyvárad), por lo que al firmar por el CA Oradea pasó a disputar el Campeonato de Hungría de Fútbol entre 1941 y 1944 con su nuevo club. Además, durante ese periodo fue conocido por el nombre magiarizado de József Perényi. Con el CA Oradea se proclamó campeón de la liga de Hungría y jugó tres veces para el equipo nacional húngaro.
Su fama fue tal que en 1946 un futbolista húngaro intentó, e incluso lo hizo por un corto tiempo, robar la identidad de Petschovsky, cuando se reanudó a sí mismo como el Petschovsky real con el fin de firmar un contrato con el RC Estrasburgo de Francia que no llegó a concretarse. Finalmente firmó en ese año por el FC UTA Arad, donde conquistó tres campeonatos de Divizia A y se convirtió en uno de los jugadores más importantes de la historia del club.
En 1952 se convirtió en el primer futbolista en recibir el título de Maestro del Deporte y en ese mismo año firmó por el CCA București, con el que conquistó dos nuevos campeonatos en sus tres temporadas en el club militarii, antes de regresar al UTA Arad hasta 1961, cuando se retiró del fútbol profesional. Pecsovszky jugó 273 partidos en Divizia A, anotando un total de 86 goles.
Tras retirarse del fútbol entrenó al UTA Arad durante la temporada 1962-1963. Su club le dedicó una estatua que se encuentra en la entrada principal del Stadionul Francisc von Neumann.

## Selección nacional
József Pecsovszky jugó tres partidos con la selección de Hungría entre 1942 y 1943 antes de debutar con Rumania en 1945. El futbolista fue suspendido en octubre de 1947 por un período de tres meses, ya que antes de un partido internacional entre Rumania y Polonia, apostó por el equipo polaco. También fue el primer gran futbolista rumano que nunca fue convocado para disputar una Copa Mundial y sólo disputó los Juegos Olímpicos de 1952. Con la selección de Rumania disputó 32 partidos y anotó 11 goles.